# Mîkolaiivka, Mîhailivka
Mîkolaiivka (în ucraineană Миколаївка, în germană Nikolaifeld) este un sat în comuna Mareanivka din raionul Mîhailivka, regiunea Zaporijjea, Ucraina. Satul a fost locuit de germanii pontici.   

## Demografie
Componența lingvistică a localității Mîkolaiivka
     Rusă (71,35%)
     Ucraineană (28,65%)
Conform recensământului din 2001, majoritatea populației localității Mîkolaiivka era vorbitoare de rusă (71,35%), existând în minoritate și vorbitori de ucraineană (28,65%).